# 62 Andromedae
Désignations
62 Andromedae (en abrégé 62 And) est une étoile de la constellation d'Andromède. 62 Andromedae est sa désignation de Flamsteed, tandis qu'elle porte également la désignation de Bayer de c Andromedae. Elle est assez brillante pour être vue à l'œil nu, avec une magnitude apparente de 5,31. D'après les mesures de parallaxe effectuées lors de la mission Gaia, elle se trouve à une distance de 273 ± 4 a.l. (∼ 83,7 pc) de la Terre. Elle se rapproche du Système solaire avec une vitesse radiale héliocentrique de −29,6 km/s et devrait atteindre une distance minimale de ∼ 144,6 a.l. (∼ 44,3 pc) dans 1,6 million d'années.
62 Andromedae est une étoile blanche de la séquence principale avec un type spectral de A0 V. Abt et Morrell (1995) lui ont donné un type spectral de A1 III,, correspondant à une étoile géante plus évoluée. Elle a 2,42 fois la masse du Soleil, environ 1,8 fois le rayon du Soleil et tourne avec une vitesse de rotation de 86 km/s. Elle rayonne 45 fois la luminosité du Soleil à partir de sa photosphère avec une température effective de 9 572 K.